# Merry Xmas Everybody
«Merry Xmas Everybody» es una canción de 1973 de la banda de rock británica Slade, escrita por Noddy Holder y Jim Lea, principales compositores del grupo, y producida por Chas Chandler. El sencillo se convirtió en el último número uno de la banda en tierras británicas.
El sencillo fue certificado como disco de platino por la Industria Fonográfica Británica en diciembre de 1980.

## Formatos

### Sencillo 7"
1. «Merry Xmas Everybody» – 3:26
2. «Don't Blame Me» – 2:40

### Sencillo 12"
1. «Merry Xmas Everybody» (Versión extendida) – 5:17
2. «Don't Blame Me» – 2:40

### CD (Slade vs. Flush '98 remix)
1. «Merry Xmas Everybody '98» Remix (Flush Edit) – 3:44
2. «Merry Xmas Everybody» (Original) – 3:26
3. «Cum On Feel the Noize» – 4:23

### CD (relanzamiento de 2006)
1. «Merry Xmas Everybody» – 3:26
2. «Cum On Feel the Noize» – 4:23

## Créditos
- Noddy Holder: voz, guitarra
- Jim Lea: bajo, armónica
- Dave Hill: guitarra
- Don Powell: batería